# Керк (Колорадо)
Керк (англ. Kirk) — переписна місцевість (CDP) в США, в окрузі Юма штату Колорадо. Населення — 61 особа (2020).

## Географія
Керк розташований за координатами 39°36′46″ пн. ш. 102°35′31″ зх. д. / 39.61278° пн. ш. 102.59194° зх. д. (39.612689, -102.591995).  За даними Бюро перепису населення США в 2010 році переписна місцевість мала площу 10,62 км², уся площа — суходіл.

## Демографія
Згідно з переписом 2010 року, у переписній місцевості мешкало 59 осіб у 34 домогосподарствах у складі 20 родин. Густота населення становила 6 осіб/км².  Було 49 помешкань (5/км²).
Расовий склад населення:
| - 93,2 % — білих - 5,1 % — корінних американців |

До двох чи більше рас належало 1,7 %. Частка іспаномовних становила 1,7 % від усіх жителів.
За віковим діапазоном населення розподілялося таким чином: 6,8 % — особи молодші 18 років, 57,6 % — особи у віці 18—64 років, 35,6 % — особи у віці 65 років та старші. Медіана віку мешканця становила 55,3 року. На 100 осіб жіночої статі у переписній місцевості припадало 110,7 чоловіків;  на 100 жінок у віці від 18 років та старших — 103,7 чоловіків також старших 18 років.
Середній дохід на одне домашнє господарство  становив 68 586 доларів США (медіана — 46 786), а середній дохід на одну сім'ю — 99 458 доларів (медіана — 101 250). За межею бідності перебувало 8,8 % осіб, у тому числі 0,0 % дітей у віці до 18 років та 27,3 % осіб у віці 65 років та старших.
Цивільне працевлаштоване населення становило 42 особи. Основні галузі зайнятості: сільське господарство, лісництво, риболовля — 33,3 %, транспорт — 19,0 %, освіта, охорона здоров'я та соціальна допомога — 19,0 %.